# Минами-Бивако (станция)
Станция Минами-Бивако (яп. 南びわ湖駅) — планировавшаяся к постройке Central Japan Railway Company в городе Ритто наземная станция на готовом участке пути для пересадки между Токайдо-синкансэном и линией Кусацу. Планировалось, что она будет построена между станциями Киото и Майбара и будет иметь 2 платформы и 5 линий. Хотя строительство началось в июне 2006 с намерением её открыть к 2012, но после того, как Юкико Када стала губернатором Сиги, строительство в связи с политическим скандалом, окружавшим процесс, было отменено. 28 октября 2007 на совете не было принято решение о продолжении строительства и 31 октября оно прекратилось. Ёсицугу Кунимацу, предыдущий губернатор, был сторонником постройки станции.
Хотя станция должна была расположиться в Ритто, она должна была стать «воротами» в южную часть Сиги с её растущим населением, ближе к Кусацу, Морияме и Ясу. Рядом должна была пролегать транспортная развязка Ритто (место где расходятся скоростная дорога Мэйсин, национальная дорога номер 1, национальная дорога номер 8). Южнее располагаются университет Рицумэйкан, университет медицинских наук Сиги и университет Рюкоку.